# Gaetano Azzolina
Gaetano Azzolina (Riesi, 29 maggio 1931 – Sarzana, 21 gennaio 2023) è stato un medico, cardiochirurgo e politico italiano.

## Biografia

### Infanzia e studi
Nacque a Riesi, in provincia di Caltanissetta, il 29 maggio 1931, secondo di tre fratelli. Suo padre era un commerciante di tessuti, figlio di artigiani, e sua madre una maestra di scuola elementare. Nel 1939 i genitori decisero di trasferire la famiglia a Palermo perché tutti i figli venissero istruiti adeguatamente. Qui Azzolina trascorrerà i difficili anni della guerra, culminati con l'allontanamento dalla città a causa dei bombardamenti, durante i quali la famiglia verrà sfollata a San Cipirello. Dopo la guerra Azzolina, che fino ad allora era stato uno scolaro tardivo, scoprì l'amore per lo studio e per lo sport, subendo il fascino di professori colti e appassionati.
Il 5 dicembre 1955 Azzolina conseguì la laurea in Medicina e Chirurgia presso l'Università degli Studi di Palermo discutendo una tesi in biologia sperimentale sugli enzimi proteolitici. Dopo la laurea decise, con un gruppo di colleghi, di emigrare in America.

### Esperienza all'estero
Dopo aver superato un esame integrativo, Azzolina iniziò il suo tirocinio presso l'ospedale De Paul di Saint Louis nel Missouri. Qui fu proiettato in una realtà ospedaliera ben diversa da quella italiana, come scrisse egli stesso:
(Gaetano Azzolina)
Al De Paul Azzolina ebbe la possibilità di confrontarsi con chirurghi del calibro di Bill Thompson, uno dei decani della chirurgia americana. Dopo due anni venne accettato al Baylor University Medical Center di Dallas e qui, trascorso un anno in patologia, accumulò altri quattro anni di esperienza di chirurgia generale, con rotazione di tutti i reparti. Ma il suo obiettivo era la chirurgia toracica e cardiovascolare e, attendendo di poter entrare in questa scuola di specializzazione, lavorò al Saint Paul's Hospital per un altro anno di chirurgia generale vascolare, ma con sviluppo toracico. Qui venne coinvolto nel programma di lavoro comune di ben sei ospedali: il Baylor Medical Center, il Children Hospital, la South Western Medical School, il Veteran Hospital, Il Saint Paul e il Parkland Memorial Hospital.

### Ritorno in Italia
Tornato in Italia nel 1965, ottenne l'incarico di assistente di chirurgia pediatrica nell'Ospedale Maggiore di Bergamo. Dopo l'interruzione dell'esperienza lavorativa all'Ospedale Maggiore, lavorò, dal 1967 al 1969, presso la Clinica Gavazzeni di Bergamo, sempre in sodalizio decennale col dottor Achille Pasquè. Qui gli fu data la possibilità di continuare la sua attività con tutta l'attrezzatura necessaria. Nel frattempo, con l'aiuto dell'Avis di Bergamo, sotto la supervisione di Azzolina, venivano condotte delle ricerche immunologiche, poi sollecitate dall'avvento di trapianti cardiaci, finanziate dall'impresa privata e da sovvenzioni personali. Lavorò poi a Massa fino al 1975, anno in cui dovette interrompere le sue operazioni a causa delle condizioni igienico-sanitarie dell'ospedale, giunte ormai al limite della sicurezza.
Durante il periodo trascorso a Massa, Azzolina, sostenuto dai suoi pazienti, aveva pensato alla costruzione di una clinica specializzata in cardiochirurgia e chirurgia pediatrica. Nonostante l'iniziale simpatia mostrata verso l'iniziativa dall'assessore della Sanità, nel momento in cui Azzolina riuscì a trovare la struttura idonea, l'assessore si oppose. Tra gli interventi di Azzolina ricordiamo quello eseguito a un bambino cardiopatico che venne portato da Houston in Italia. L'intervento si svolse presso l'ospedale di Massa Carrara. Nessuno prima di lui in Italia aveva aperto il cuore di un malato per intervenire sulle malformazioni congenite. La stampa medica specialista inglese e statunitense pubblicò la notizia di due fondamentali scoperte di Azzolina: due modifiche di tecnica cardiochirurgica negli interventi contro le cardiopatie cianotiche. Azzolina fu iscritto come socio d'onore alla prestigiosa Accademia cardiochirurgica Statunitense. Dal 1985 fu docente alla facoltà di Medicina e Chirurgia di Pisa, fino al 1988. Tornò poi a Riesi.
Negli anni '90 aprì una clinica privata a Sarzana che rimase attiva fino agli sviluppi della vicenda giudiziaria in cui rimase coinvolto e al peggioramento dei problemi di salute.

### Deputato
Dal 1990 al 1992 fu eletto nella circoscrizione del Piemonte deputato del partito Radicale al parlamento italiano, dove fu membro della commissione affari sociali.

### Morte
Negli ultimi anni di vita si stabilì ad Amola di Licciana Nardi.
Azzolina morì ultranovantenne il 21 gennaio 2023, lasciando la moglie Olimpia e la figlia.  La notizia del decesso fu data dal direttore d'orchestra Giuliano Cavicchi, suo amico fraterno.

## Vicende giudiziarie
Nel 1992 Azzolina fu protagonista di un caso giudiziario, nel corso del quale venne arrestato per estorsione nei confronti dei gestori della sua ex clinica e condannato nel 1999 alla pena di 5 anni ed 1 mese di reclusione, poi ridotta in appello nel 2004 a 2 anni e 6 mesi.

## Opere
- Sulla nostra pelle (Sugarco, Milano, 1977)
- Senza cuore (Rizzoli, Milano, 1981)
- Il libro del cuore (Arnoldo Mondadori, Milano, 1990)
- I vermi e le rose (Memori, Roma, 2005)